# Kobal
Kobal je bil leta 2024 98. najbolj pogost priimek v Sloveniji, ki ga je po podatkih Statističnega urada Republike Slovenije na dan 31. decembra 2024 uporabljalo 1309 oseb, leta 2010 pa je bil 92. najbolj pogost priimek v Sloveniji, ki ga je 1. januarja 2010 uporabljalo 1.392 oseb. Priimek je najpogostejši v Goriški statistični regiji, kjer živi 605 oseb s tem priimkom in je peti najpogostejši priimek v regiji.

## Znani nosilci priimka
- Aleksij Kobal (* 1962), slikar, grafični oblikovalec in glasbenik
- Aleš Kobal (* 1971), pravnik, prof. UM
- Alfred Bogomir Kobal (1934—2021), zdravnik, raziskovalec, publicist, glasbenik
- Ana Kobal (* 1983), alpska smučarka
- Ana Kobal (* 1991), alpska smučarka
- Anamarija Kobal, por. Anamarija Paljetak (1937—2019), prevajalka, urednica, lektorica
- Andrej Kobal (* 1978), trobentač, dirigent
- Andrej Kobal, skladatelj, zvočni umetnik...
- Andrew (Andrej) Kobal (1899—1988), pisatelj, časnikar in vojak
- Barbara Kobal Tomc, sociologinja socialne politike, direktorica inštituta za socialno varstvo RS
- Blaž Kobal (1855—1940), rezbar, izdelovalec larf za lavfarijo v Cerknem
- Boris Kobal (* 1955), gledališki igralec, režiser, dramatik, humorist (komik)
- Borut Kobal (* 1958), zdravnik ginekolog kirurg, prof. MF
- Cecilija Kobal (1944—1991), urušinka, cerkvena glasbenica, orglavka
- Cveto Kobal (* 1960), glasbenik, flavtist, prof. AG
- Damjan Kobal (* 1962), matematik
- Darinka Kobal (* 1946), mladinska pisateljica, učiteljica
- Darja Kobal Grum (* 1967), psihologinja, univ. profesorica
- Drago Kobal (1911—1944), španski borec, komunist
- Dušan Kobal (* 1950), pevec tenorist
- Edvard Kobal (* 1957), kemik in predsednik Slovenske znanstvene fundacije
- Evgen Kobal (1921—1986), kegljavec
- Ferdinand Kobal (u. 1959 ali 1968?), filatelist
- Fran(ce) Kobal (1881—1937), filolog, pisatelj, gledališčnik, prevajalec in kritik
- Franc Kobal (1920—2004), zidar in rezbar samouk
- Gregor Kobal (Cobau) (?—1714), kmečki upornik
- Ignacij Kobal (Kobau) (1878—1922), duhovnik, dr. teol., družbeni in narodni delavec
- Ivan Kobal (1912—1992), duhovnik, monsinjor, škofijski kancler v Kopru
- Ivan Kobal (1928—2005), izseljenski delavec v Avstraliji, publicist
- Ivan Kobal (* 1941), kemik (IJS)
- Jernej Kobal (* 1984), gledališki režiser
- Josip Kobal (1870—1888), pesnik, pisatelj
- Josip Kobal (1882—1964), tiflopedagog (prvi vodja Zavoda za slepe v Ljubljani)
- Jožef Kobau (Cobau) (19. stol.), slikar, prof. v Gorici
- Katarina Kobal, pevka sopranistka
- Kristina Kobal (*1940), gospodarstvenica
- Ljubo Kobal (1920—2014), operni pevec, tenorist
- Lojze Kobal (* 1946), duhovnik, glasbenik, pedagog
- Marko Kobal (* 1963), operni pevec baritonist, ljubiteljski rezbar
- Matjaž Kobal, fizik
- Mihael Tomaž Kobal (1939—1976), strokovnjak za akustiko (sin A. Kobala)
- Milan Kobal (* 1980), gozdar
- Miloš Kobal (1926—2018), pravnik in nevropsihiater, univ. profesor
- Rudolf Kobal (1878—1945), vojaški zdravnik, sanitetni general
- Silva Kobal (Silva Karim) (* 1951), slikarka
- Silvestra Kobal (* 1954), veterinarka, prof. VF
- Silvij Kobal (1928—1991), gledališki igralec
- Sonja Hočevar (r. Kobal), pevka
- Svetko Kobal (1921—2010), gospodarstvenik, bančnik, politik
- Valter Kobal, kostumograf
- Vinko Kobal (1928—2001), duhovnik, monsinjor, pedagog, prevajalec
- Vladka Kobal Likar (1936—2018), fotografinja, pedagoginja